# Жигич, Раде
Раде Жигич (1909, Tuk Bjelopoljski — 5 февраля 1954, Голи-Оток, Приморско-Горанская жупания) — югославский коммунист, участник Народно-освободительной войны против фашистских оккупантов, военный и политический деятель социалистической Югославии. В конце 1940-х выступил против политики разрыва с Советским Союзом, за что был арестован и сослан в концлагерь на Голом-Отоке, где покончил жизнь самоубийством.

## Биография
Родился в 1909 году в селе Тук Белопольски под Кореницей, которая тогда входило в состав Австро-Венгрии (ныне находится на территории Хорватии). По национальности серб. В 1923 году, после окончания школы, уехал в Руму, где работал продавцом. В 1927 году прожил несколько месяцев в Сплите, а затем переехал в Белград, где проживал до 1941 года. Работал клерком в книжных издательствах и газетах. 
В рабочее движение включился в 1934 году, членом югославской компартии стал в 1939 году. За свою активную деятельность неоднократно арестовывался, последний раз в феврале 1941 года. Освобождён из тюрьмы в апреле 1941, после антинемецкого государственного переворота.
Во время войны был политическим комиссаром Шестой пролетарской ликской дивизии и Главного штаба Народно-освободительной войны и партизанских отрядов в Хорватии. Состоял в Антифашистском вече народного освобождения Югославии и Земельном антифашистском вече народного освобождения Хорватии. Особо отличился в боях на Кордуне и в Славонии.
После войны вошёл в Политбюро ЦК компартии Хорватии и занимал пост министра промышленности в правительстве Социалистической Республики Хорватии. Являлся генералом Югославской народной армии в резерве.
Выступил против разрыва отношений с Советским Союзом, за что в сентябре 1950 года был исключён из югославской компартии и арестован вместе с Душаном Бркичем и Станко Опачичем. Раде Жигича обвинили в "просоветских взглядах" и в организации антиправительственных восстаний сербских крестьян в Боснии, и в июне 1951 года отправили в концлагерь для политзаключённых на Голом-Отоке.
Согласно официальной версии, в ночь с 4 по 5 февраля 1954 года покончил жизнь самоубийством, перерезав себе вены. Он был похоронен на кладбище хорватского города Риека.